# جانيت (شركة طيران)
جانيت هي شركة طيران أمريكية سرية، تشتغل لصالح القوات الجوية الأمريكية لنقل الموظفين والعسكريين لقواعد عسكرية سرية خصوصاً تلك المتواجدة في المنطقة 51، ومنطقة تونوباه. وهي تتخد من مطار ماكاران الدولي مركزا لها.
عادةً ما تكون طائرات شركة جانيت للطيران غير مميزة باستثناء وجود الخط الأحمر على طول نوافذ الطائرة.

## التاريخ
يُقال إن إشارة النداء "جانيت" الخاصة بالأسطول تشير إلى "مجرد محطة أخرى غير موجودة" أو "الشبكة الجوية المشتركة لنقل الموظفين".
اقلعت الرحلات الأولى من لاس فيغاس إلى المنطقة 51 في عام 1972، بواسطة طائرة دوغلاس دي سي-6 التي تديرها شركة إي جي آند جي. ثم إضيفت طائرة ثانية من طراز DC-6 في عام 1976، وظل هذا النوع مستعملاً حتى عام 1981. ثم إضيفت طائرات بوينغ 737-200 تدريجيًا في نفس العقد، والتي اكملت لاحقًا بطائرات T-43 التابعة للقوات الجوية والتي الغي تعديلها لتتوافق مع تكوينات النقل التقليدية.
بعد مذبحة إطلاق النار في لاس فيغاس في شهر أكتوبر 2017، ظهرت أخبار تفيد بأن مطلق النار، بالإضافة إلى إطلاق النار على رواد الحفل، استهدف أيضًا خزانات وقود الطائرات في مطار ماكاران الدولي القريب (مطار هاري ريد الدولي الآن). وهنالك المزيد من التقارير من قبل صحيفة نيويورك بوست اقترحت وجود صلة محتملة بين خزانات الوقود الضعيفة وعملية طائرات جانيت السرية.

## التنظيم والاعمال
بسبب الطبيعة السرية لشركة جانيت للطيران، لا يُعرف سوى القليل عن تنظيمها. وهي تعمل حاليًا لصالح القوات الجوية الأمريكية بواسطة مقاول البنية التحتية والدفاع Amentum من خلال استحواذ الشركة على مشاريع المقاولات الدفاعية التابعة لشركة AECOM. في الأصل نظمت وعملت الخدمة بواسطة شركة EG&G، ولاحقًا شركة URS؛ ويُعرف سبب ذلك بشكل أساسي نتيجة لفرص العمل الدورية التي تنشرها شركتي URS وAECOM. على سبيل المثال، في عام 2010، أعلنت URS أنها ستعين مضيفات طيران لطائرات من طراز بوينغ 737 مقرها في لاس فيغاس، مما يتطلب من المتقدمين الخضوع لتحقيق خلفية ذات نطاق واحد حتى يتمكنوا من الحصول على تصريح أمني.
نظرًا لسرية عمل شركة جانيت للطيران، توضع شركة خطوط جانيت الجوية في محطة مستقلة على الجانب الغربي من مطار هاري ريد الدولي.
تعمل رحلات جانيت برقم رحلة مكون من ثلاثة أرقام وبادئة WWW. في المنشور الرسمي لرموز شركات الطيران الصادرة عن منظمة الطيران المدني الدولي، ادرج هذا التصنيف المحدد المكون من ثلاثة أحرف على أنه محظور. بينما إشارة النداء الأساسي لشركة الطيران هي ببساطة "جانيت"، على الرغم من أن الرحلات الجوية تنتقل إلى إشارات نداء بديلة، تسمى Groom Callsigns بمجرد نقلها إلى Groom Lake من سيطرة Nellis. يتغير الاسم عادة، وسيكون الرقم هو آخر رقمين من رقم الرحلة +15. على سبيل المثال، إذا كانت إشارة النداء هي Janet 412 ونقلت إلى التحكم في Groom Lake، فإن إشارة النداء ستكون مثل "Bunny 27".

## الاسطول الجوي
اعتبارًا من عام 2015، يتألف أسطول جانيت من ستة طائرات بوينج 737-600 مطلية باللون الأبيض مع خط أحمر بارز. سجل الأسطول لدى إدارة القوات الجوية، في حين سجلت بعض الطائرات السابقة لدى العديد من شركات تأجير الطائرات المدنية. قبل وصول طائرات 737-600، استعملت شركة جانيت طائرات بوينج 737-200، والتي عدل بعضها من طائرات T-43A العسكرية. إحدى طائرات 737-200 التي تحمل تسجيل N5177C في عقد الثمانينيات كانت متمركزة لفترة وجيزة في ألمانيا في مطار فرانكفورت الدولي (الذي كان في ذلك الوقت أيضًا موطنًا لقاعدة تابعة إلى القوات الجوية الأمريكية، قاعدة راين ماين الجوية)، وكانت تديرها شركة Keyway Air Transport، وهي شركة على ما يبدو مجرد واجهة لعملية حكومية سرية أمريكية. ولقد توقفت واحيلت على التقاعد في 6 مارس 2009، وارسلت مع طائرات 737-200 الأخرى إلى AMARG في قاعدة ديفيس مونثان الجوية في أريزونا للتخزين.
حصلت الشركة على جميع طائرات 737-600 من شركة طيران الصين، وأربع طائرات منها كانت تديرها شركة طيران جنوب غرب الصين (البائدة الآن) قبل أن تحصل عليها لعمليات القوات الجوية الأمريكية ابتداء من عام 2008. ونقلت الطائرات في البداية إلى قاعدة رايت باترسون الجوية قبل نقلها إلى لاس فيغاس.
فقدت إحدى الطائرات، وهي من طراز Beechcraft 1900، في 16 مارس 2004، عندما تحطمت عند اقترابها من مطار Tonopah Test Range بعد أن أصيب الطيار بسكتة قلبية مفاجئة. وأدى الحادث إلى مقتل خمسة أشخاص، من بينهم الطيار.